# デ・ゾムサン
デ・ゾムサン（豸 蚕三、1974年6月4日 - ）は、北海道出身の劇作家、脚本家、演出家。演劇ユニット「“劇団”スポーツ」主宰。

## 人物
母親は公務員、父親は刑務所長。
自主映画を撮影し、商業映画を監督する。その一方、舞台演出の活動を開始させ、2009年に『No Woman, No Cry』を公演。その後2010年に 作品ごとに異なる出演者・趣向で企画される演劇ユニット「“劇団”スポーツ」を旗揚げ。イベント「player」を共同プロデュース。以来、“劇団”スポーツ作品の劇作・演出に携わる。演劇分野では「デ・ゾムサン」名義を使用。年に１回公演を行っている。

## 脚本・演出・監督作
- 2009年 -  イベント『By The Way』において『No Woman, No Cry』を演出
- 2010年 -  演劇ユニット「“劇団”スポーツ」プロデュース
- 2011年 - “劇団”スポーツ・プレゼンツ 『player』開催
- 2011年 - 『SAD バラッド』の脚本・演出を担当